# Toula ou Le génie des eaux
Toula ou o Génio das Águas é um filme do Níger de 1973 dirigido por Moustapha Alassane.

## Sinopse
Os deuses declararam a seca que assola o país. Parece não haver esperança. Um feiticeiro convocado pelo rei requer o sacrifício de uma rapariga para acabar com a ira divina. Um rapaz apaixonado decide ir à procura de água para salvar a jovem de um fim trágico, mas quando regressa com as boas notícias é tarde demais: o génio já está satisfeito e Toula já desapareceu no pântano sagrado.
Através de uma antiga lenda africana, o realizador aborda a questão da seca no Níger.

## Elenco
- Solange Delanne
- Isaa Bania
- Parfait Kondo
- Sotigui Kouyaté
- Damouré Zika

## Festivais
- «Semaine de la solidarieté international, França». (2011)[ligação inativa]

## Prémios
- Sidney Award's, 1st American Black Film Festival, E.U.A. (1977)